# Лузитани
Лузитаните (Lusitani) са племе, живяло в началото между реките Дуро и Тахо в западната част на Пиренейски полуостров, дълго преди да се създаде римската провинция Лузитания (на територията на днешна Португалия, южно от река Дуро и на част от съвременна Испания).
Лузитаните са говорели на лузитански език, който спада към прото-индоевропейските езици.
Най-ранните сведения за Лузитаните, дадени от Ливий, който ги описва като наемни войници при картагенците, са от 218 пр.н.е. През 194 пр.н.е. Публий Корнелий Сципион Назика, който по това време е претор в Испания, ги побеждава при Илипа.